# بيبيانخ
بيبيانخ، (بالإنجليزية: Bebiankh)‏، الملك المصري القديم الأصلي من سلالة طيبة السادسة عشر خلال المرحلة الانتقالية الثانية، وفقا لكيم ريهولت، وكان خليفة الملك سيمنري. تم تعيينه لمدة 12 عاما في تورينو كانون.
عرف بيبيانخ من خلا لوحة قديمة أثرية بجانب البحر الأخمر تحديدا في جبل الزيت، كما سجلت جميع أعمال الملك علي هذة اللوحة، يوجد اسم بيبيانخ علي خنجر عثر عليه في مدينة نقادة ولكن الأ هو في المتحف البريطاني.